# Алия (Актюбинская область)
Алия (каз. Әлия, до 2005 г. — Алпайсай) — село в Хобдинском районе Актюбинской области Казахстана. Административный центр Булакского сельского округа. Код КАТО — 154239100.

## Население
В 1999 году население села составляло 1103 человека (560 мужчин и 543 женщины). По данным переписи 2009 года, в селе проживал 1001 человек (480 мужчин и 521 женщина).